# متنزه صيدا البلدي

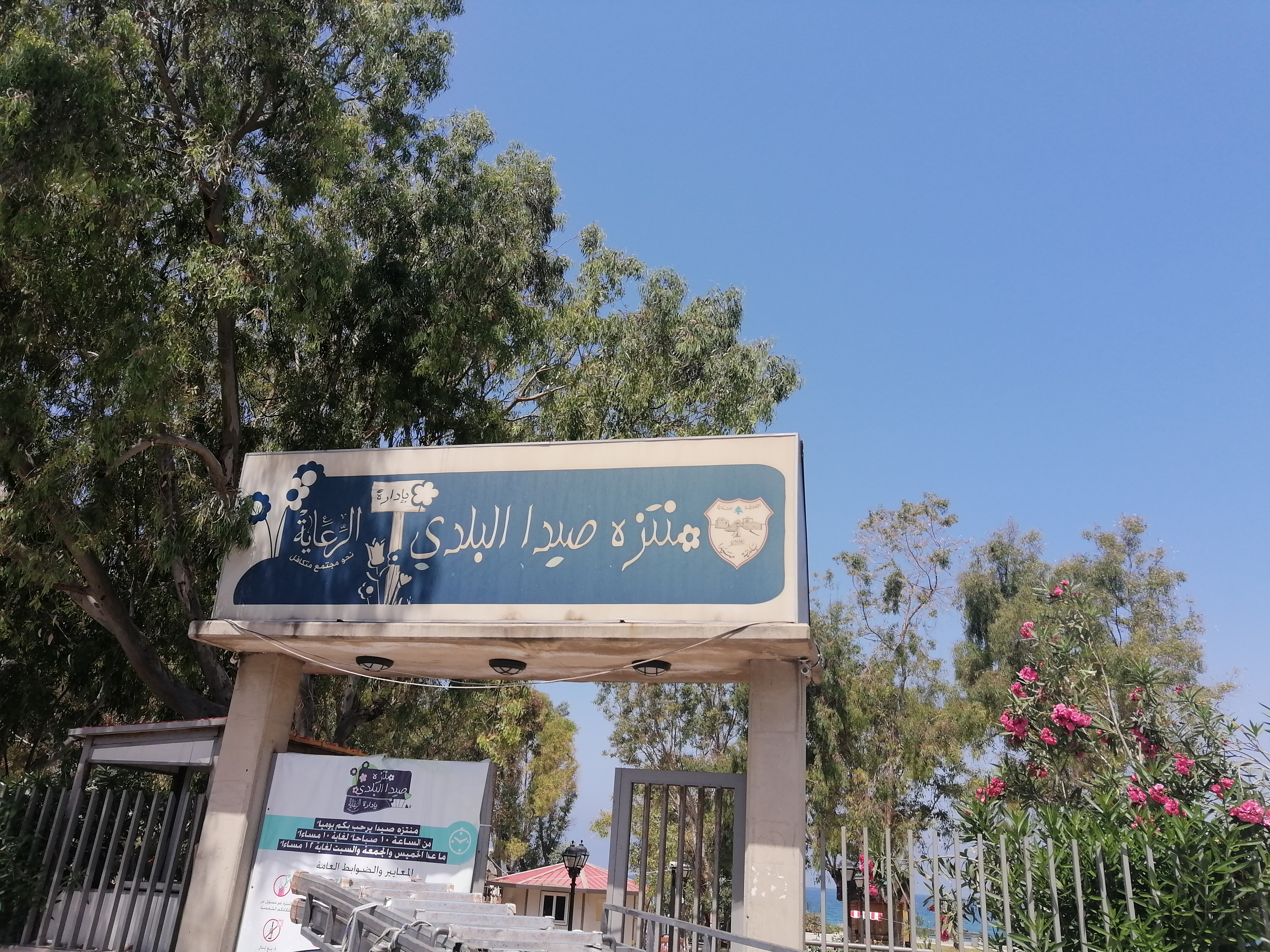
حديقة الرعاية في صيدا

منتزه صيدا البلدي هي حديقة عامة تتواجد بالقرب من البحر، توفر للزوار إطلالة هادئة لقضاء استراحة، كما يقام في الحديقة العديد من النشاطات مثل الاحتفالات الوطنية أو المهرجانات والعروض الثقافية المختلفة، وتعتبر كذلك مكانًا مناسبًا لممارسة الأنشطة الرياضية كالركض والمشي وركوب الدراجات الهوائية.

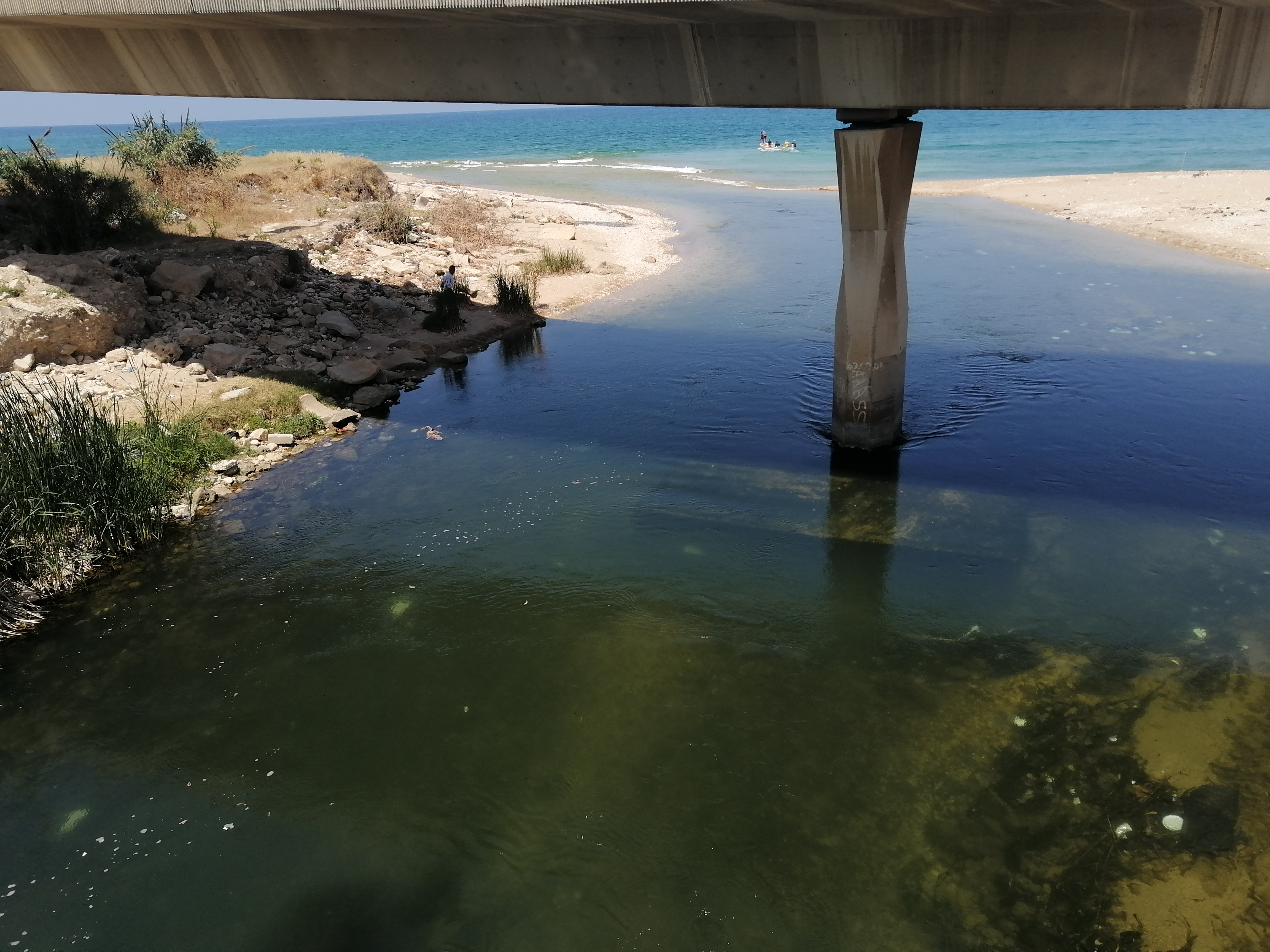
مصب مياه نهر الأولي في البحر إلى جانب منتزه صيدا البلدي

## الموقع
تقع حديقة ومنتزه صيدا البلدي على شاطئ مدينة صيدا في لبنان، وبجانب مصب نهر الأولي في البحر الأبيض المتوسط. وقد افتتح المنتزه يوم الجمعة 12 أيار 2017م الموافق 16 شعبان 1438هـ. في مدخل صيدا الشمالي بجانب مدينة الرئيس رفيق الحريري الرياضية.

## معرض الصور

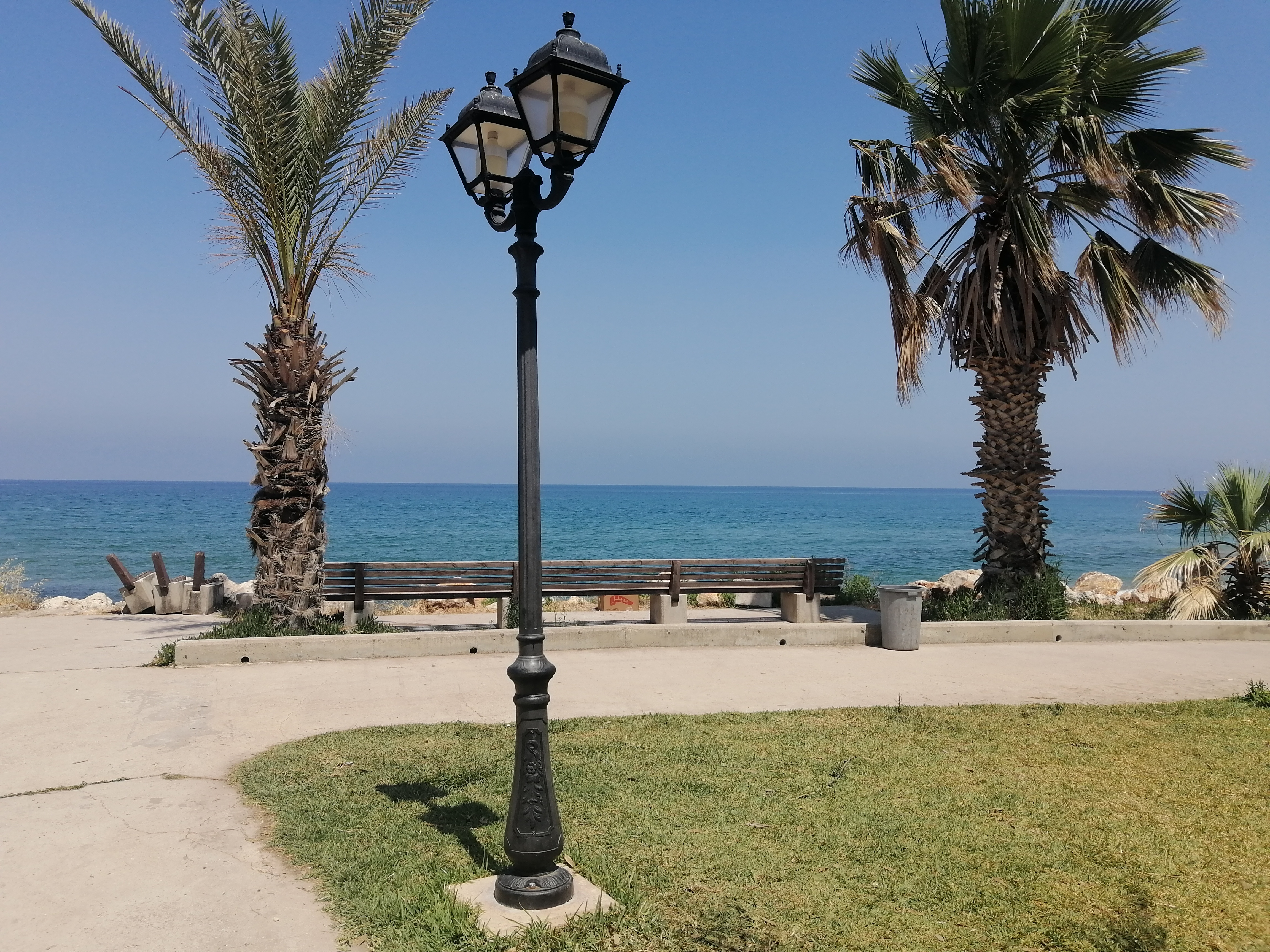
إطلالة بحرية
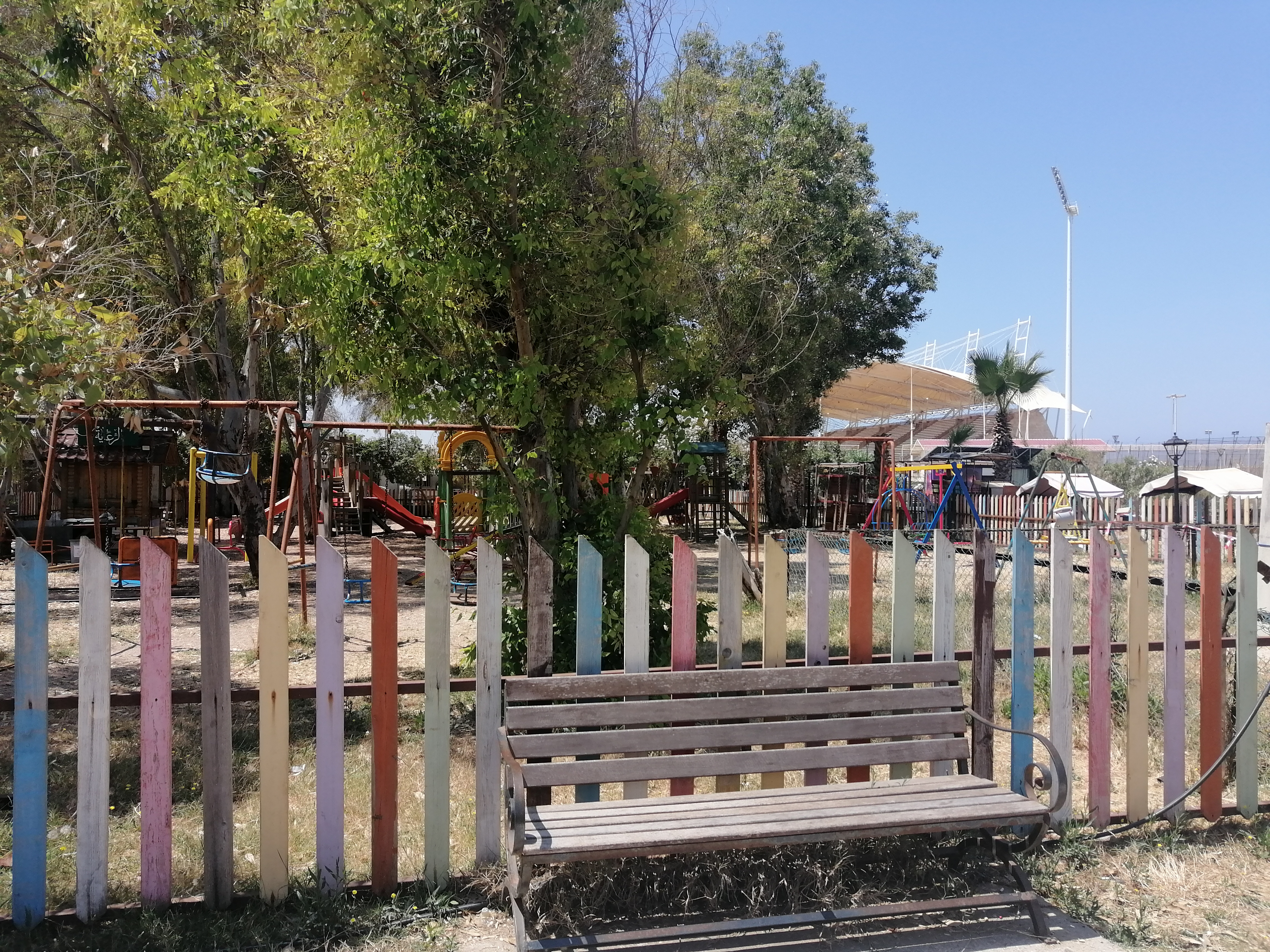
ألعاب الأطفال
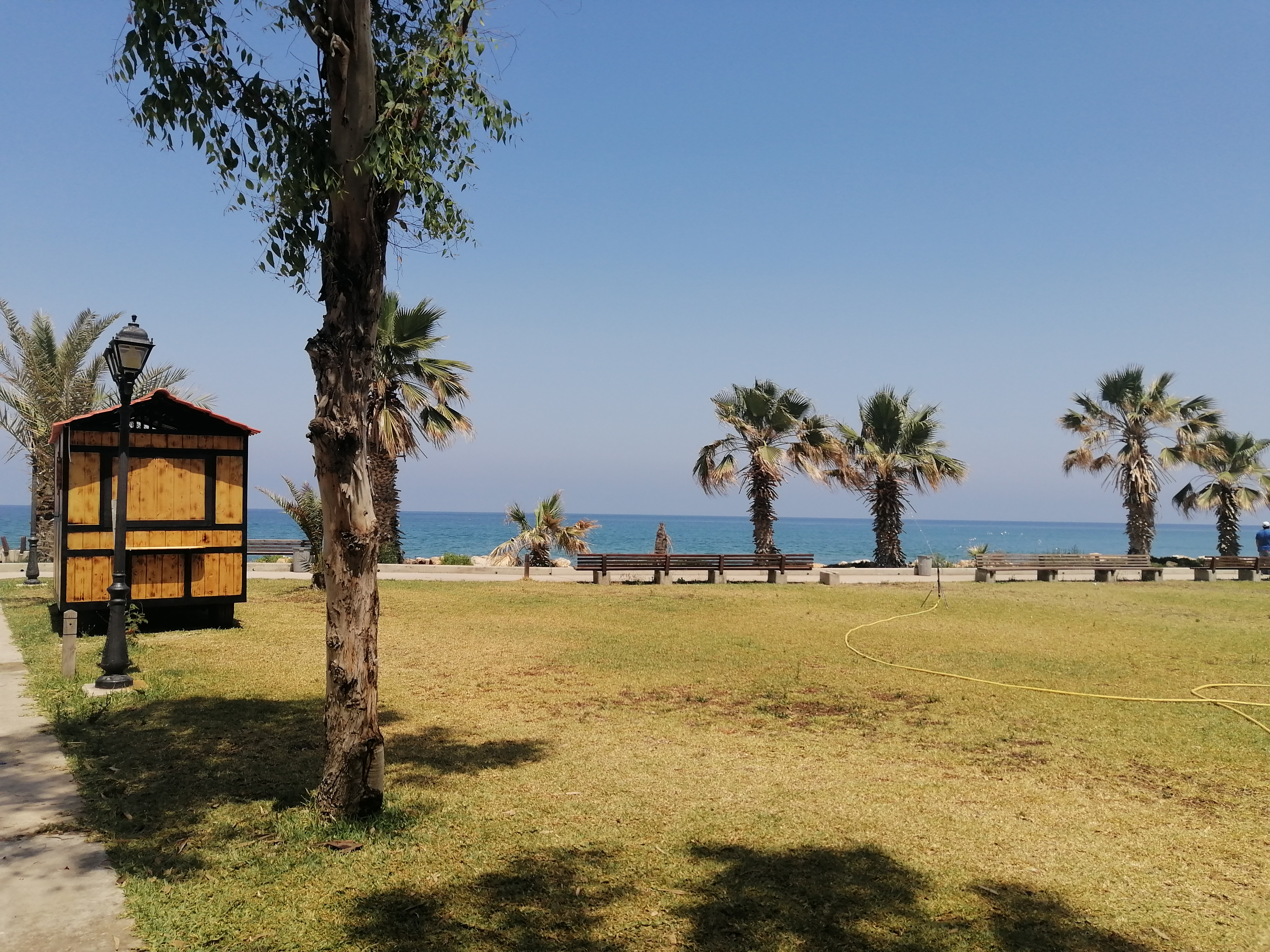
ممرات للمشاة ومقاعد للجلوس
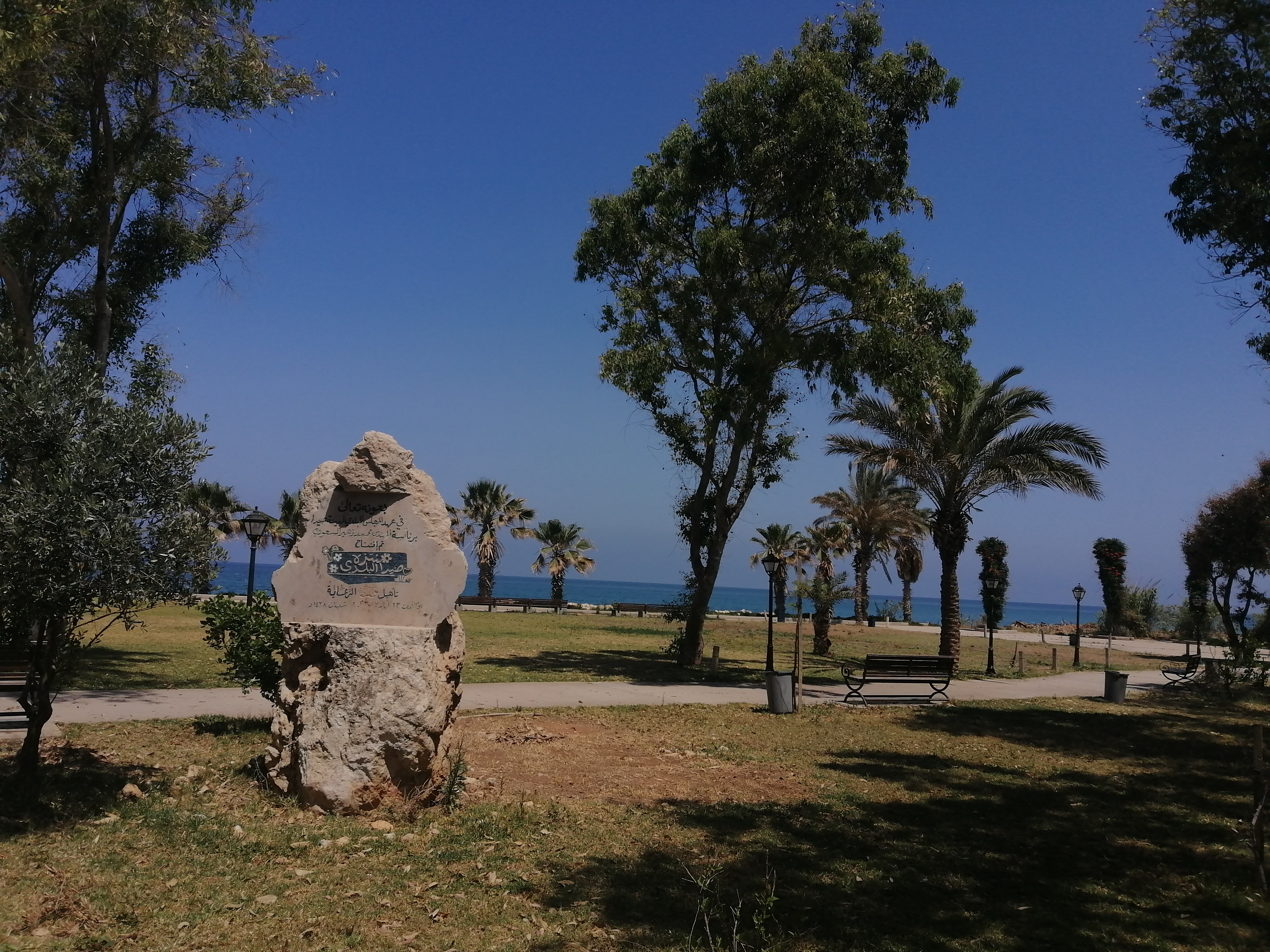
حجر الأساس